# تنغ أب شوش (بابويي)
تنغ أب شوش (بالفارسية: تنگ آب شوش) هي قرية تقع في إيران في قسم بابويي الريفي. يقدر عدد سكانها بـ 52 نسمة بحسب إحصاء 2016.